# Ekonomika Švýcarska
Švýcarská ekonomika je jednou z nejvyspělejších ekonomik volného trhu na světě. Významnou hospodářskou roli hraje sektor služeb, zejména švýcarské bankovnictví a cestovní ruch. V globálním inovačním indexu za rok 2015 se švýcarská ekonomika umístila na prvním místě na světě a za rok 2017 v globální reportu konkurenceschopnosti. Podle údajů Organizace spojených národů za rok 2016 je Švýcarsko po Lichtenštejnsku a Lucembursku třetí nejbohatší vnitrozemskou zemí na světě a spolu s druhou jmenovanou zemí a Norskem jsou jediné tři země na světě s HDP na obyvatele vyšším než 70 000 dolarů, které nejsou ani ostrovním státem, ani ministátem.

## Historie

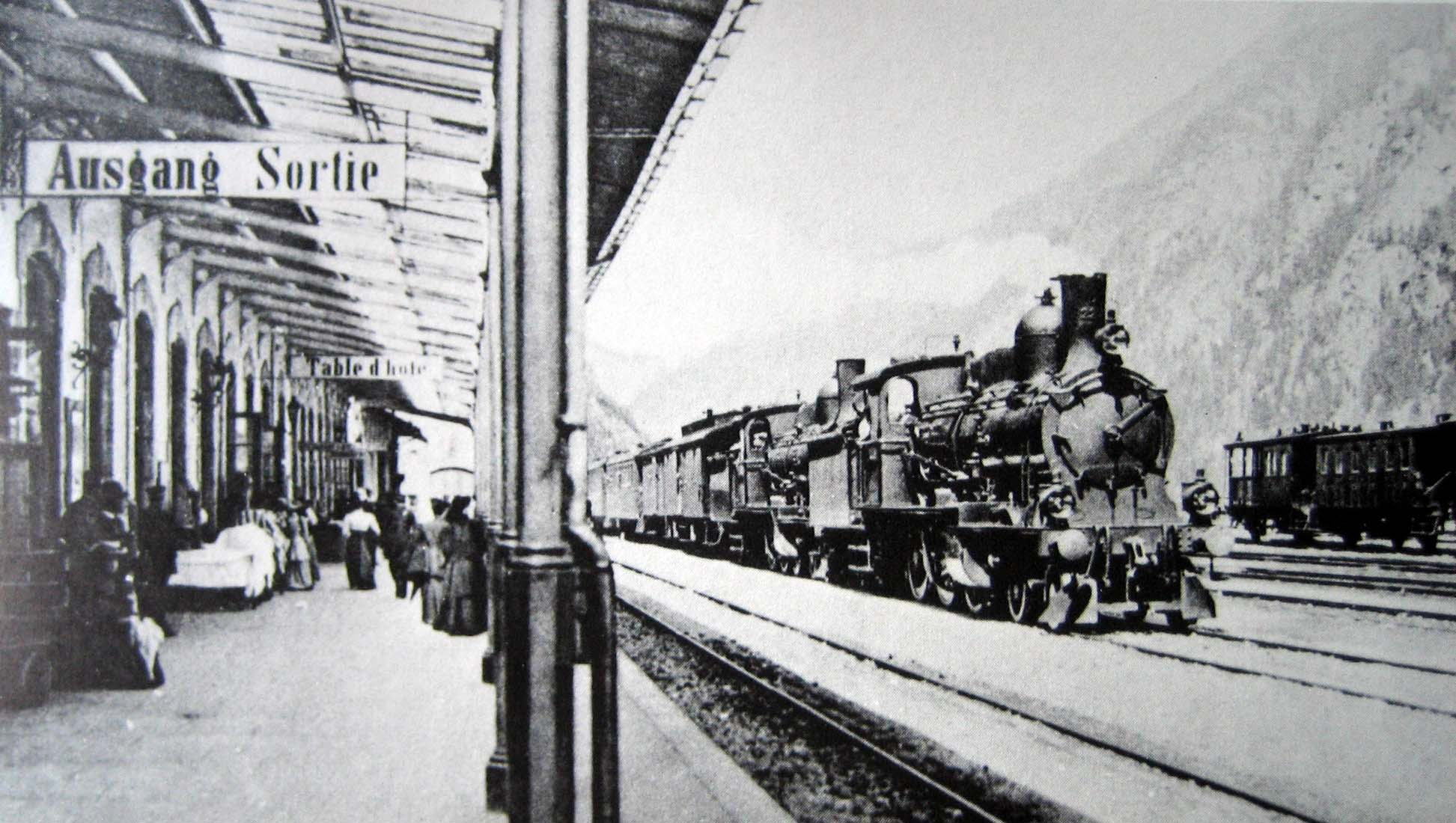
Gotthardská dráha v roce 1882

Do dob založení Švýcarska jako federálního státu (1848) se ekonomický rozvoj soustředil pouze do městských kantonů Curych, Ženeva a Basilej, zatímco venkovské oblasti zůstaly chudé a nerozvinuté. Velkou roli zde hrála hydraulická energie kvůli horské topografii země a do roku 1814 se ruční tkaní nahradilo tkalcovským stavem. Švýcarská města se začala ekonomicky zaměřovat na textilní průmysl, a tak od roku 1888 tvořily ženy 44 % všech mezd, neboť polovina všech žen pracovala právě v textilním průmyslu. Druhá polovina žen sloužila lidem v domácnostech. Velký význam pro industrializaci měla i první železnice z roku 1847 spojující Curych a Baden, díky které se výstavba železnic rozšířila.
Další velký vzrůst ekonomiky nastal ve 40. letech 20. století, kdy ekonomika profitovala z vývozu zbraní především do Německa, Francie a Velké Británie. Tato spolupráce (především ta s Německem) se stala terčem ostré kritiky, což vedlo ke krátkodobé mezinárodní izolaci Švýcarska. Spotřeba energie ve 40. letech povětšinu času klesala a až v 50. letech se spotřeba téměř zdvojnásobila. Uhlí ztratilo svou pozici primárního zdroje a bylo nahrazeno dováženými fosilními palivy (ropou a plynem).
V 60. letech se spotřeba energie opět zdvojnásobila a v letech 70. začalo tempo růstu HDP výrazně klesat. Švýcarsko začalo být výrazně závislé na dovozu ropy od kartelu OPEC. Proto švýcarskou ekonomiku značně poškodila ropná krize z roku 1973, kdy markantně poklesla spotřeba energie. V roce 1974 se dokonce konaly tři celostátní neděle bez automobilů jako reakce na šok z dodávky ropy. Po přečkání této krize HDP poměrně rostlo, ačkoli bylo lehce ovlivněno další krizí – tentokrát energetickou v roce 1979.
Nejhůře na tom švýcarská ekonomika byla v 90. letech, kdy měla nejslabší hospodářský růst v západní Evropě způsobení tříletou recesí. Ta způsobila i nárůst míry nezaměstnanosti na svůj historický vrchol 5,3 % v roce 1997.
Po teroristických útocích ze dne 11. 9. 2001 došlo ke krachu světového akciového trhu a ekonomika se tak značně zpomalila, což mělo dopad na trh práce. Mnoho společností začalo hromadně propouštět a míra nezaměstnanosti se tak začala rychle zvyšovat.
10. 11. 2002 navrhl ekonomický časopis Cash 5 opatření pro oživení švýcarské ekonomiky:
1.     Podpořit soukromou spotřebu zvýšením mezd a zavést slevy na zdravotní pojištění pro rodiny s dětmi
2.     Snížit úrokové sazby ve Švýcarské národní bance a ostatní měnové instituce by měly nabízet levnější pozemky a poskytovat spotřebitelům úvěry
3.     Národní banka by měla znehodnotit švýcarský frank (především ve srovnání s eurem)
4.     Zavést flexibilní pracovní plány, aby nedocházelo k propouštění s nízkou poptávkou
Opatření byla přijata a aplikována úspěšně a toto oživení zrychlilo tempo růstu HDP. Další kolaps akciového trhu (2007-2009) se promítl do poklesu přebytku salda běžného účtu. Nezaměstnanost vyvrcholila v prosinci 2009 na 4,4 %. V srpnu 2018 činila míra nezaměstnanosti Švýcarska 2,4 %.

## Primární sektor

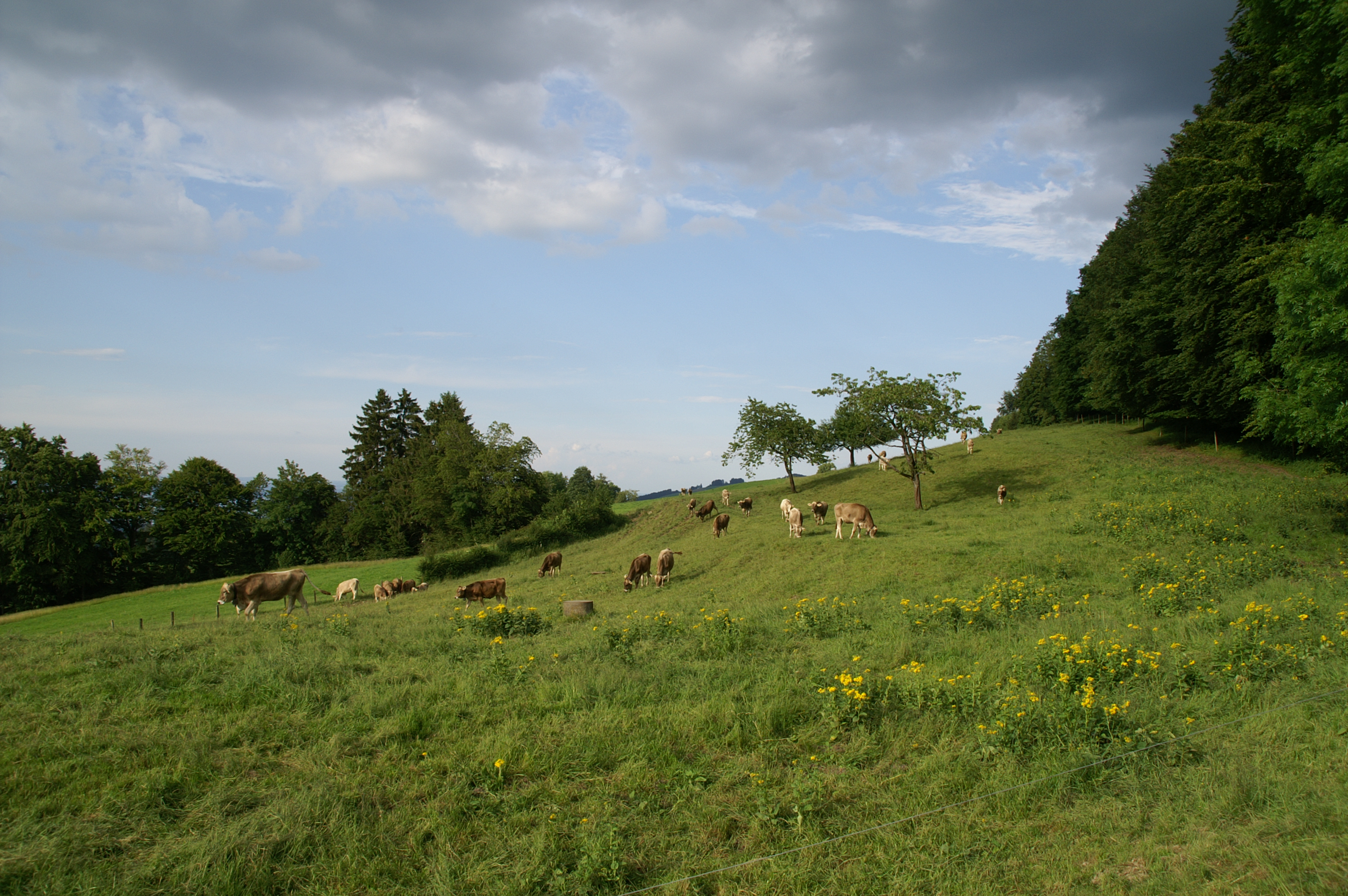
Volně se pasoucí dobytek ve Švýcarsku

Nejdříve si krátce definujeme, co vlastně primární sektor znamená a co se do něj řadí. Primární sektor zahrnuje průmysl, který těží a sbírá přírodní zdroje a přeměňuje je do základních produktů. To znamená např.: zemědělství, lesnictví, rybolov, hornictví nebo těžbu surovin.
Dnes je ve Švýcarsku v zemědělství zaměstnáno přibližně 4% populace. Švýcarsko využívá ve zemědělství poznatky z vědy i techniky pro vysokou úroveň a intenzitu živočišné i rostlinné výroby. Celkem 25% rozlohy země tvoří zemědělská půda. Mírně převažuje živočišná výroba (49 %) nad rostlinnou (41,4 %).  Švýcarsko chrání a dotuje zemědělský průmysl za účelem podpořit, nikoli však snížit ceny produktů.
Kvůli hornatému prostředí a nedostatku orné půdy je Švýcarsko závislé na importu zemědělských výrobků. Přibližně 60 % potravin pro Švýcarské obyvatele produkuje tamní zemědělství.

## Sekundární sektor
Do sekundárního sektoru zahrnujeme zpracovatelský průmysl a stavebnictví. Sem patří odvětví jako dopravní průmysl, automatizace, elektronický průmysl, hutnický průmysl, sklářský průmysl atd..
V tomto sektoru je zaměstnáno necelých 30 % populace. Švýcarská vytrvalost a preciznost způsobily to, že nápis „Swiss made“ (vyrobeno ve Švýcarsku) je známka kvality výrobku. Nejvíce se daří exportně orientovaným sektorům. Největších obratů ve Švýcarsku dosahuje farmaceutický, chemický, elektrotechnický, metalurgický průmysl a také hodinářský průmysl s výrobou šperků.
Hodinářství
Tradiční odvětví Švýcarska, jíž ze konce 17. století. Zaměřuje se na výrobu nejvíce komplikovaných mechanismů, které naprogramují na 122 let dopředu čas, datum a nebo třeba také fáze měsíce.
Hodinářství zaměstnává necelé procento obyvatel. Hodinky se vyrábí převážně v pohoří Jura, Ženevě nebo v Bernu. Mezi nejznámější značky patří Rolex, Patek Philippe, Swatch nebo Richemont. Velká část se exportuje do zahraničí. Nejvíce do Asie, kam se pošle 55 % výrobku a poté do Evropy (29 %). Veliký zájem o dražší segment hodinářství jeví zákazníci hlavně se Singapuru a Saúdské Arábie. Dvě pětiny exportu tvoří pouze tři velmi důležité země pro odbyt hodinek: USA, Japonsko a Hongkong.
Textilní průmysl
Textilní průmysl je nejstarší odvětví ve Švýcarsku, vyváží se až 80 % produkce. Soustředěný je okolo města St. Gallen. Konkurence z Asie je veliký soupeř pro Švýcarsko, kde je výroba textilu velice drahá. Postupně se snižuje počet zaměstnanců v tomto odvětví. Od roku 1980 do roku 2007 se snížil počet o 50 %. Největší textilní firmy jsou: Setila, Fisba, Alberts.
Strojírenství
Švýcarsko je velmi žádaný dodavatel na světovém trhu. Vyrábí se zde výrobky pro energetiky a dopravu. Automobilové komponenty se exportují převážně do Německa, USA a Francie. V Automobilovém průmyslu je zaměstnáno 4 % lidí ze celého strojírenství. Strojírenství v roce 2006 se podílelo na 3,7 % celkového HDP. Největší firmy jsou: Schindler, Liebherr a Georg Fischer.
Chemický a farmaceutický průmysl
Toto odvětví je pro Švýcarsko velmi důležité. Začalo se rozvíjet už v šedesátých letech 19. století. Vysoké finanční investice vložené do tohoto odvětví zajišťují vysokou produktivitu práce. Švýcarská farmacie patří mezi světovou špičku. 90 % produktů je určeno na export. V roce 2005 byl podíl chemického průmysl na HDP 3,7 % a 12 % celkového exportu země. Centrum průmyslu je Basilej. Největší firmy: Clariant, Lonza, Roche-Gruppe.

## Terciární sektor

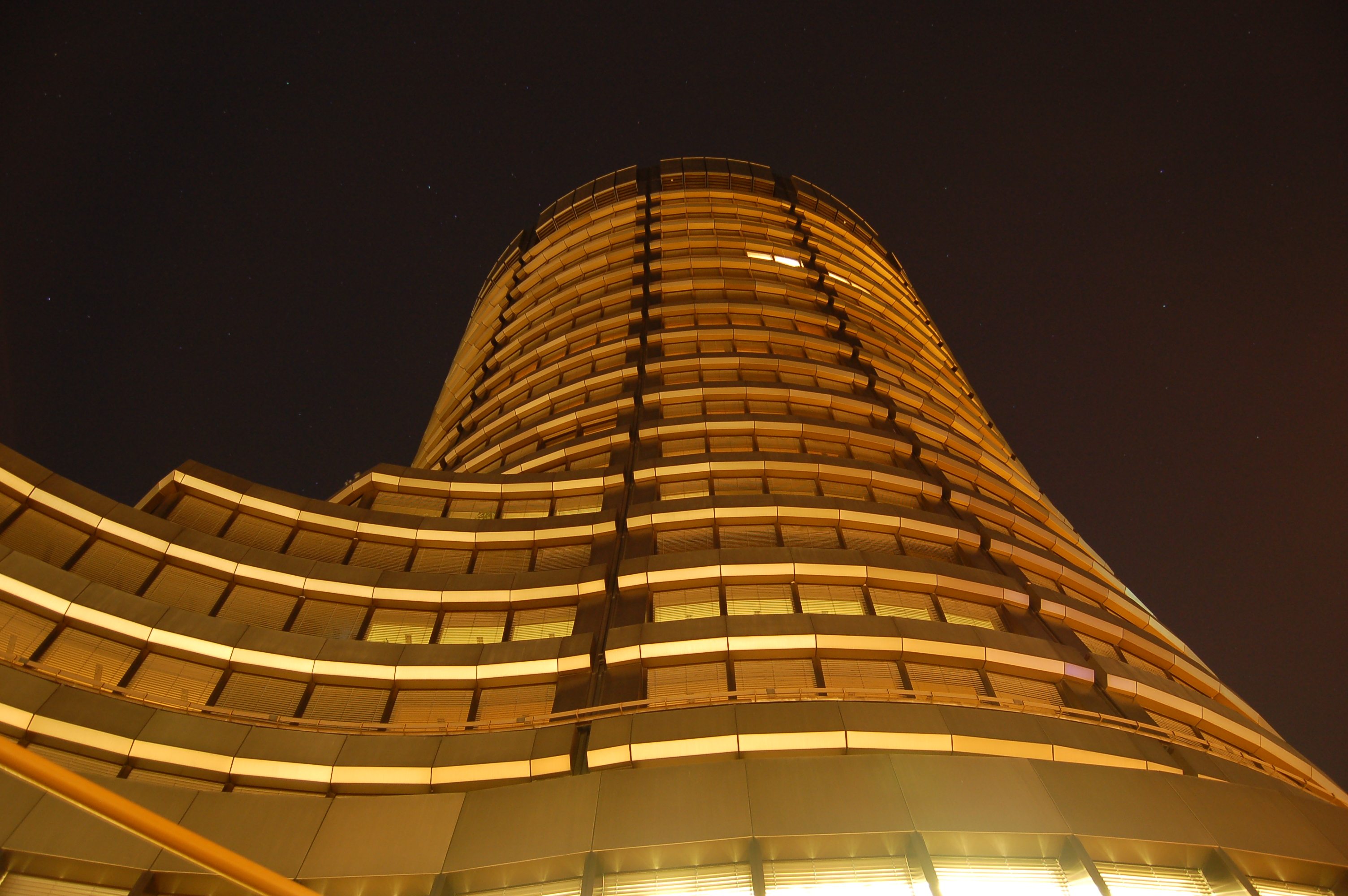
Banka pro mezinárodní vypořádání v Basileji

Terciární sektor je největší sektor globálního hospodářství na světě. Patří sem služby, obchod, komunikace, zdravotnictví, vzdělání, finance, vláda atd.. Pro Švýcarsko je velice důležité bankovnictví, pojišťovnictví a cestovní ruch. Terciární sektor také určuje vyspělost státu. Čím více lidi je zaměstnáno ve terciárním sektoru tím více je stát vyspělý.
Cestovní ruch
Švýcarská příroda, hlavně hory přitahuje spoustu Evropanů (nejvíce Němců a UK) ale také hodně Američanů a Japonců. Cestovní ruch zaměstnává necelých 180 000 obyvatel a přestavuje skoro 3 % HDP Švýcarska. Výnosnost turismu je velmi závislá na počasí a na kurzu franku vůči ostatním měnám.
Bankovnictví a finance
V roce 2003 tato oblast zaměstnávala 200 000 lidí a tvořila podle odhadů 11,6 HDP Švýcarska. Bankovní sektor se ve Švýcarsku dokáže dobře rozvíjet a prosperovat díky dlouholeté neutralitě a stabilnímu prostředí. Odhaduje se, že dnes se drží ve Švýcarsku 28 % všech fondů, které jsou drženy mimo původní zemi. Finanční sektor se soustředí hlavně kolem Ženevy a Curychu, kde sídlí např.: UBS, Credit Suisse a nebo Swiss Re. V Basileji sídlí banka, která se snaží usnadnit spolupráci mezi světovými bankami, jmenuje se Banka pro mezinárodní vypořádání. V roce 2014 se ve Švýcarských bankách spravovalo 960 miliard švýcarských franků
Obchod
Podle World Factbook je Švýcarsko 20. největší vývozce a 18. největším dovozcem. V roce 2011 se vývoz odhaduje na 308 miliard USD a dovoz na 246,6 miliard USD. Nejvíce se Švýcarskem obchoduje Německo (17 % vývozu a 20 % dovozu, v roce 2017). Druhé je USA a třetí Čína. Mezi další významné destinace vývozu patří Indie, Francie, UK… mezi významné zdroje dovozu patří Itálie, UK, Francie a Čína.
Většinu švýcarského vývozu tvoří tak zvané „high-tech“ výrobky. Další specifické kategorie vývozu jsou léky (13 %), heterocyklické sloučeniny (2,2 %), hodinky (6,4 %), ortopedické pomůcky (2,1 %) a drahé šperky (2,5 %).  24 % vývozu představovali zlaté cihly a mince. Mezi zemědělské produkty, které se vyváží patří sýry (0,23 %), víno (0,03 %) a čokoláda (0,35 %).
Hlavní dovoz zahrnuje zlato (21 %), léky (7,4 %), automobily (4,0 %), drahé šperky (3,7 %) a další neklasifikované transakce (18 %).